# Pristimantis zimmermanae
Pristimantis zimmermanae es una especie de anfibio anuro de la familia Craugastoridae.

## Distribución
Esta especie habita entre los 10 y 60 m de altitud en la cuenca del Amazonas:
- en Brasil en los estados de Amazonas y Pará;
- en Colombia en el departamento de Amazonas;
- en Bolivia en el departamento de Pando.[4]

## Descripción
Los machos miden de 19.6 a 21.6 mm y las hembras de 22.3 a 25.8 mm.

## Etimología
Esta especie lleva el nombre en honor a Barbara Lewis Zimmerman.

## Publicación original
- Heyer & Hardy, 1991 : A new species of frog of the Eleutherodactylus lacrimosus assembly from Amazonia, south America (Amphibia : Leptodactylidae). Proceedings of the Biological Society of Washington, vol. 104, n.º 3, p. 436-447[5]